# Jiří Kubíček
Jiří Kubíček (* 18. února 1980 Praha) je český politik za Stranu svobodných občanů, od března do listopadu 2017 místopředseda Svobodných, od ledna 2021 do září 2022 zastupitel hlavního města Prahy.

## Život
Vystudoval informační technologie a management, od roku 1998 podniká v oblasti registrace domén a webhostingu. Členem Svobodných je od založení strany v roce 2009, dlouhodobě byl členem předsednictva pražského krajského sdružení. Kandidoval v komunálních volbách 2014 v Praze na druhém místě kandidátní listiny a v Praze 7 byl dokonce lídrem, nepodařilo se mu však získat dostatečný počet hlasů.
V listopadu 2017 rezignoval na funkci místopředsedy Svobodných.
V komunálních volbách v roce 2018 kandidoval jako člen Svobodných na kandidátce ODS do Zastupitelstva hlavního města Prahy, ale neuspěl. Nicméně skončil jako první náhradník a když v lednu 2021 zemřela Jaroslava Janderová, stal se jejím nástupcem.
V komunálních volbách v roce 2022 obhajoval za Svobodné post zastupitele hlavního města Prahy, ale neuspěl (strana se do zastupitelstva vůbec nedostala). Nebyl zvolen ani zastupitelem městské části Praha 7, když kandidoval jako člen Svobodných na kandidátce subjektu „SPOLEČNĚ PRO PRAHU 7 (ODS A TOP 09)“.